# Sicyone
676 av J.-C. – 146 av J.-C.
Entités suivantes :
- Empire romain

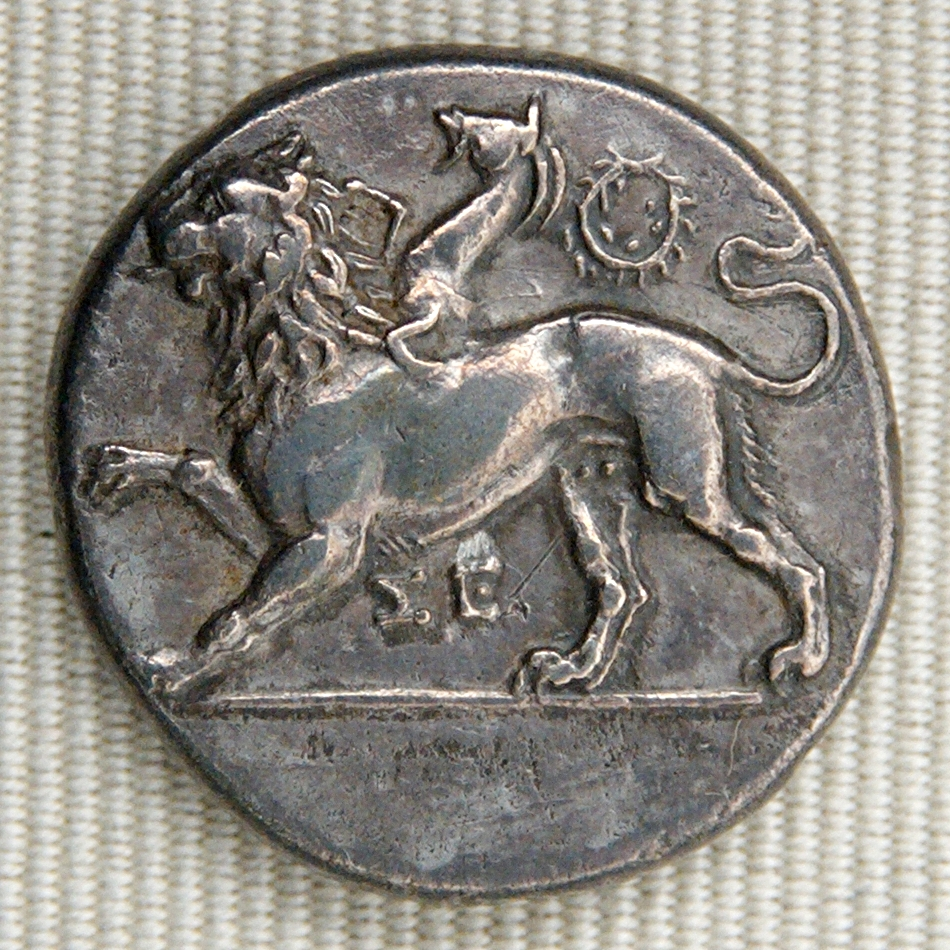
Didrachme de Sicyone montrant la Chimère, vers 380 av. J.-C.

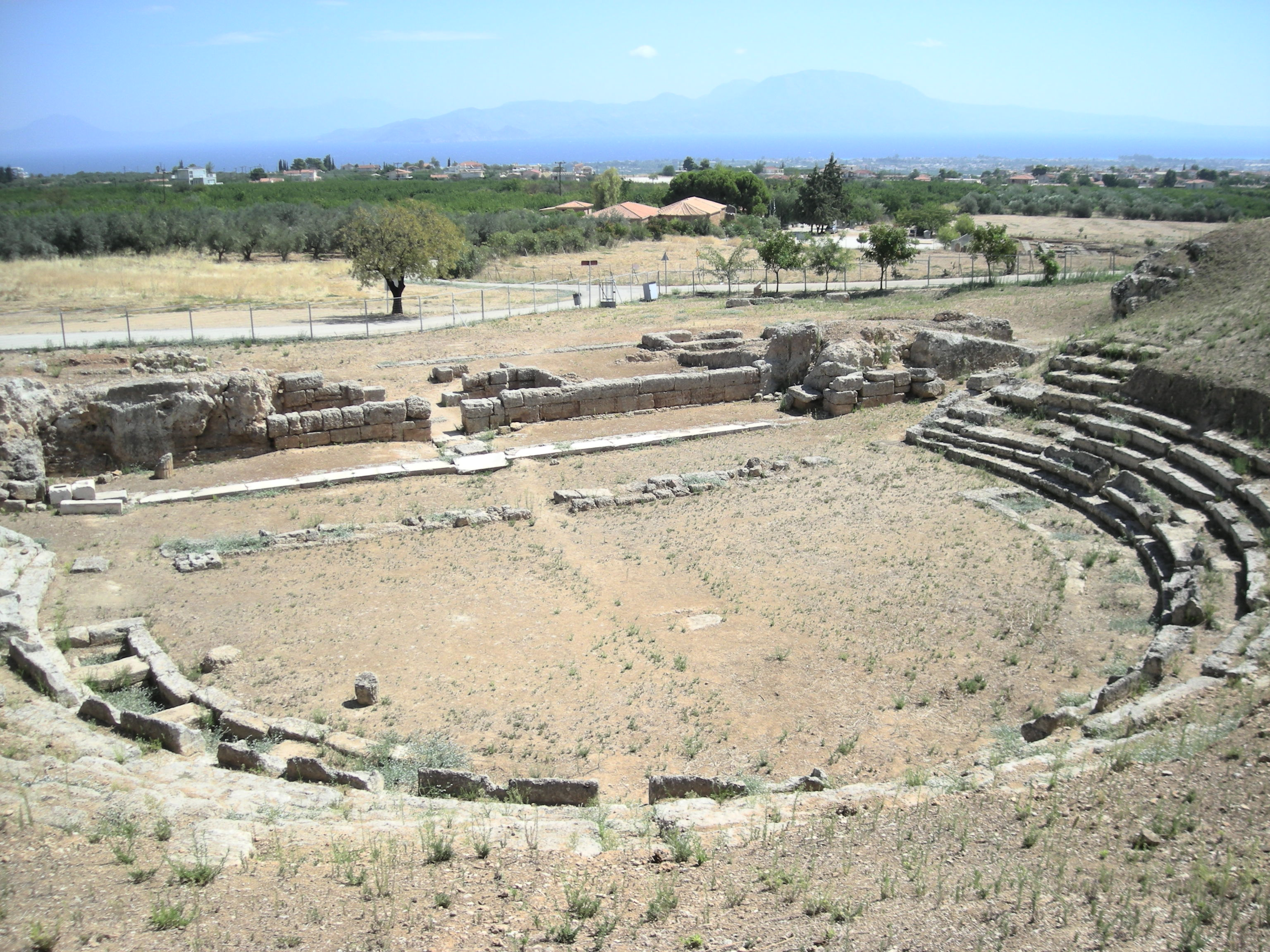
Théâtre de Sicyone. Au fond, le golfe de Corinthe.

Sicyone (en grec ancien : Σικυών / Sikuốn) est une ancienne cité grecque de Corinthie, située sur le golfe de Corinthe, dans le nord du Péloponnèse.
La cité, originellement bâtie dans la plaine littorale, a été rebâtie après sa destruction en 303 av. J.-C. sur le site de son ancienne acropole, un plateau où se situe le site archéologique actuel.

## Étymologie et mythologie
Réputée être l'une des plus anciennes cités de Grèce, la ville était connue auparavant sous les noms d'Égialée (αἰγιαλεύς /aígialeús « chevrotant »), puis de Mécôné (μηκώνη /mêkônê « euphorbe », nom par lequel Hésiode la nomme dans sa Théogonie) et enfin de Sicyone (σικυών /sikuốn « chien familier »),,. C'est là que l'on situait l'invention du sacrifice par Prométhée. Son héros éponyme, Égialée, passait selon les versions pour le fils du dieu fleuve Inachos ou pour un autochtone.

## Histoire

### Antiquité

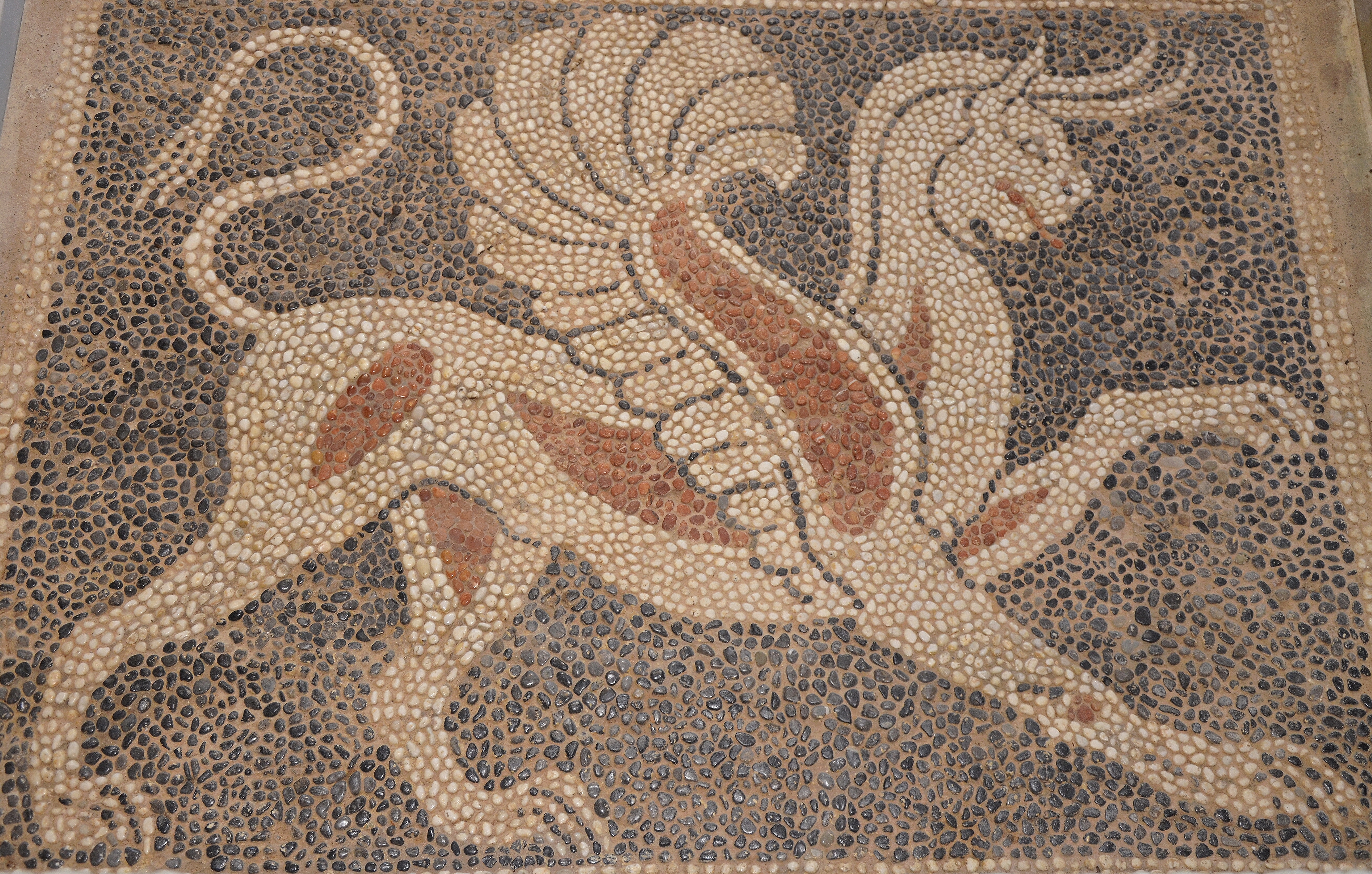
Mosaïque de galets représentant un griffon, (Musée archéologique de Sicyone).

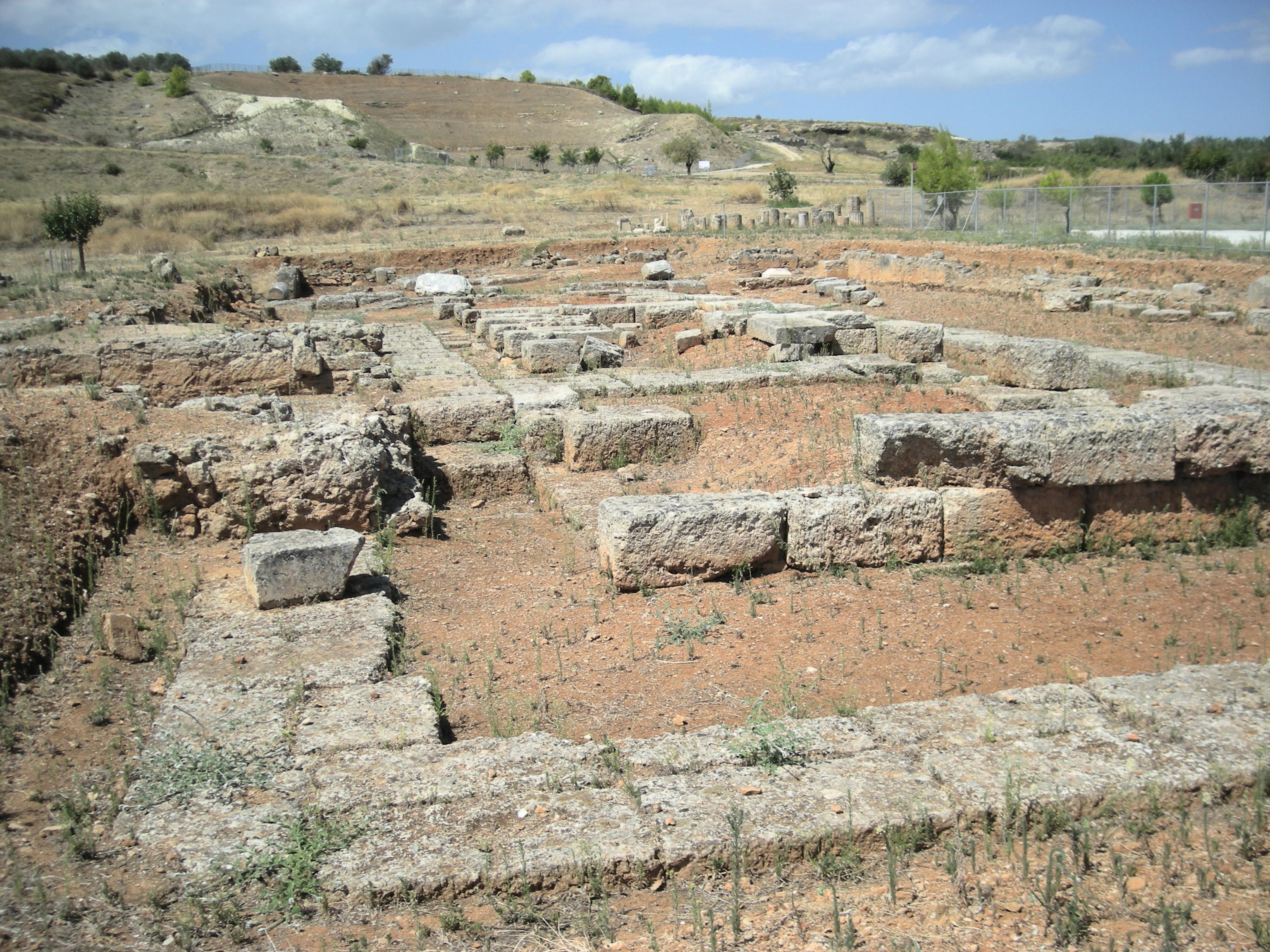
Temple dorique sur l'ancienne acropole de Sicyone, probablement dédié à Apollon ou Artémis.

Selon Pausanias le Périégète, la cité aurait été fondée par l'autochtone Égialée qui lui aurait laissé son nom, avant qu'elle prenne celui de Sicyone. Une série de rois s'y seraient succédé avant sa conquête par le Dorien Phalcès qui la fit passer sous la domination d'Argos durant les âges obscurs. La mention du nom « Aigialia » dans des tablettes en Linéaire B de Pylos et de Thèbes pourrait désigner la ville et confirmer son activité et son intégration dans le monde mycénien.
Sicyone retrouva son autonomie au milieu du VIIe siècle av. J.-C. avec l'avènement de la tyrannie des Orthagorides, parmi lesquels figurait Clisthène l'Ancien, grand-père de l'athénien Clisthène qui réforma sa cité.
Sicyone devint rapidement un centre culturel réputé, notamment dans le domaine de la sculpture. Ses ateliers de bronze et de céramique et son école de sculpture formèrent tout au long de l'Antiquité de grands artistes comme Lysippe, Polyclète, Scopas ou Diopoinos et Scyllis. C'est dans cette cité que, pensaient les Grecs, la peinture avait été inventée par Callirrhoé et Boutadès. 
Au milieu du VIe siècle av. J.-C., le dernier tyran fut renversé par Sparte et la cité entra dans l'orbite de cette dernière en rejoignant la ligue du Péloponnèse. Sicyone participa aux batailles de l'Artémision, de Salamine, de Platées et du cap Mycale dans le cadre des guerres médiques. Sicyone, en tant qu'alliée de Sparte, participa aussi aux opérations contre Athènes au cours de la guerre du Péloponnèse. En 369 av. J.-C., elle fut prise par les Thébains au cours de leur invasion du Péloponnèse dans les suites de la bataille de Leuctres. La ville basse, dans la plaine, fut détruite pendant l'époque hellénistique par Démétrios Poliorcète en 303 av. J.-C., et rebâtie sur le site de son acropole, plus en hauteur.
Sicyone passa sous domination romaine en -146, après la destruction de Corinthe dont le territoire lui fut attribué. À l'époque romaine elle gardait une certaine autonomie, émettant ses propres monnaies. Par la christianisation, la cité entre dans la civilisation byzantine mais subit les invasions gothiques au IVe siècle, slaves au VIIe siècle et sarrasines au IXe siècle (cette dernière provoquant peut-être le transfert de l'évêché vers la ville voisine de Zemenon). La cité prit alors peut-être le nom d'Hellas.

#### Tyrans antiques de Sicyone

##### Dynastie des Orthagorides
- 676 av. J.-C. -… : Orthagoras.
- 601 - 570 : Clisthène († 570).

##### Autres dynasties
- 368 - 364 av. J.-C. : Euphron († 364).
- 264 - 252 av. J.-C. : Abantidas († 252).
- 252 - 251 : Paséas († 251), père du précédent. Il est assassiné par Nicoclès.
- 251 av. J.-C. : Nicoclès. Après quatre mois de règne, il est renversé par Aratos de Sicyone, qui met fin à la tyrannie. La même année, la cité entre dans la ligue achéenne au sein de laquelle elle prospère.

### Moyen Âge et période moderne
À la suite de la quatrième croisade (1204) les Francs conquirent le Péloponnèse et y fondèrent la principauté d'Achaïe. Une version de la chronique de Morée attribue à Guillaume II de Villehardouin la construction du château de Vassilika (devenant ensuite Vassiliko), le nom (signifiant « royale ») que portait alors la localité. Cette forteresse dépendait des châtelains de Corinthe. Vassiliko réutilise les pierres de Sicyone et s'étend probablement à l'angle sud-est du site de la ville antique. Elle est reconquise par les Grecs du despotat de Morée en 1429 avant d'être finalement prise par les Ottomans en 1460. Durant la période turque un autre village apparaît sous le nom de Mulki (« propriété, domaine » en turc). Un village moderne du nom de Kiato est construit avant 1700 sur le site probable du port antique et se développe à partir du XIXe siècle (entre 1913 et 1934 cette ville côtière prend le nom de Sicyone - Σικυών puis Σικυώνια). Le village en hauteur, sur l'ancienne acropole, retrouve son nom antique de Sicyone en 1920. Le Dème des Sicyoniens ou « Sicyonie » est créé en 2010.

## Personnalités
- Euphron (tyrant)
- Aratos de Sicyone
- Callirrhoé de Sicyone
- Craton (peintre)
- Lysippe de Sicyone
- Pausias
- Trésor de Sicyone